# Reniflement
Le reniflement est l'action de renifler, c'est-à-dire d'aspirer bruyamment par le nez le mucus nasal.
Le reniflement peut être un tic. Le stress, la fatigue, la nervosité ou l’ennui peuvent en être des facteurs déclencheurs.
L'action de renifler s'oppose à celle de se moucher, qui correspond mieux aux conventions sociales. De plus, en présence de sécrétions dans le nez, le fait de renifler fait remonter le mucus dans les sinus et les congestionne à nouveau. L'idéal est donc de les évacuer en se mouchant.
Cependant, se moucher trop vigoureusement peut entraîner des saignements de nez si la membrane muqueuse est endommagée. La situation d'un individu peut aussi s'aggraver si « les germes pénètrent dans des régions où ils n'étaient pas présents auparavant et y provoquent également une inflammation ». Avec la pression exercée en se mouchant, la sécrétion infectieuse peut s'enfoncer profondément dans les sinus frontaux et paranasaux voire pénétrer directement l'oreille moyenne. Ainsi, renifler et avaler le mucus serait beaucoup plus sain, car l'acide gastrique rend les agents pathogènes inoffensifs. La muqueuse nasale transporte en effet quotidiennement les sécrétions vers la gorge, qui se retrouvent dans l'estomac. En cas de mouchage trop intensif, la formation de mucus dans les sinus est fortement favorisée, ce qui peut entraîner une inflammation. Elle se manifeste par des maux de tête, des douleurs aux mâchoires, une difficulté à respirer par le nez, une perte d'odorat, une sensation générale d'épuisement, voire de la fièvre.
Le reniflement pourrait avoir un rôle non négligeable dans l'épuration de l'étage naso-pharyngé. Mécaniquement, aérodynamiquement et cliniquement, le reniflement pourrait être plus avantageux que le mouchage, chez les enfants en particulier. Le reniflement sonore en particulier serait conseillé : les sons sont des vibrations de basse fréquence capables d'ébranler les masses ostéo-cartilagineuses des voies aériennes supérieures, ce qui est favorable au décrochage et à la mobilisation des liquides adhérents aux parois nasales sous forme de concrétions.
A la lecture de ces lignes et notamment les paragraphes 3 et 4, nous pouvons constater une divergence de point de vue concernant le fait qu'il faille se moucher ou renifler lorsque du mucus est présent dans les cavités nasales.